# Sybra ignobilis
Sybra ignobilis là một loài bọ cánh cứng trong họ Cerambycidae.